# Corina
Corina Bud (născută Corina Monica Ciorbă; n. 26 ianuarie 1980, Satu Mare) este o cântăreață pop/dance/R&B română. A debutat în anul 2004 cu albumul Noi Doi, produs de Marius Moga. Piesa care dă numele albumului a ajuns pe locul 4 în Romanian Top 100. Al doilea album, intitulat Îmi place tot, a fost lansat pe 1 ianuarie 2005, și a produs două single-uri, dintre care unul de top 10  și unul de top 5 . Face Off a reprezentat o schimbare importantă în stilul artistei, conținând influențe dance hall, reggae, R&B, drum and bass, hip hop, house și electro, continuând să fie un album pop/dance. De pe album au fost lansate două piese: „Quieres una aventura” și „Overdrive”. Al patrulea album, Gimme Your Love a fost lansat la sfârșitul lunii iulie 2008  și a primit recenzii bune, fiind descris de revista Bravo ca fiind „un melanj pe gustul tuturor” Acesta a fost produs și înregistrat integral în Germania, într-un studio din Hamburg, sub supravegherea lui Toni Cottura, producătorul muzical Fun Factory care i-a produs și hitul „Quieres una aventura”. Videoclipul primului single, „Tears” a fost inspirat de rolul lui Marlene Dietrich în Shanghai Express; Marlene a fost descrisă de Corina ca fiind muza ei.
În anul 2017, și-a lansat ultima piesă a ei din cariera sa, Tot ce ți-ai dorit.
După o pauză de 3 ani, Corina își reia cariera muzicală, lansând melodia "Superstar cu Geneva".

## Biografie

### Cariera muzicală
Albumul de debut al Corinei, Noi Doi a apărut în ianuarie 2004. De pe album a fost promovată o singură piesă, „Noi Doi” care a fost compusă de Marius Moga și Smiley. Melodia a ajuns pe locul 4 în Romanian Top 100 devenind unul din cele mai de succes melodii ale ei.
În 2009 lansează videoclipul melodiei "One Two Three" , iar în 2011 lansează videoclipul melodiei "No Sleeping", făcută în colaborare cu JJ.

### Viața personală
Originară din Satu Mare, Corina a absolvit două facultăți: ASE-ul și Facultatea de Drept din București. Pe mamă o chema Irina iar pe tatăl său Marius. A luat lecții de canto timp de doi ani, având-o ca profesoară pe Crina Mardare.
Când era mică își dorise să devină actriță de teatru, însă în mare datorită opunerii mamei sale, s-a orientat cu ajutorul tatălui ei spre muzică.
Pe 14 noiembrie 2008 a dat naștere primului ei copil, un băiat. Acesta a fost născut prin cezariană și a avut 3,650 kilograme și 51 de centimetri la naștere.

## Discografie

### Albume
- Noi doi (2004)
- Îmi place tot (2005)
- Face Off (2006)
- Gimme Your Love (2008)

### Poziții în topuri
| 2004 | „Noi doi” (feat. Pacha Man & Marius Moga)           | Noi doi         | 4  |
| 2005 | „Îmi place la tine tot” (feat. Don Baxter & Smiley) | Îmi place tot   | 10 |
| 2005 | „Fără tine”                                         | Îmi place tot   | 5  |
| 2006 | „Quieres una aventura” (feat. Tony Cottura)         | Face Off        | 3  |
| 2006 | „Ca la început” (feat. Animal X)                    | ?               | 21 |
| 2006 | „Overdrive”                                         | Face Off        | 7  |
| 2008 | „Tears”                                             | Gimme Your Love | 43 |
| 2008 | „Gimme Your Love”                                   | Gimme Your Love | 30 |
| 2009 | „Let Go” (feat. Lumidee)                            | Gimme Your Love | -  |
| 2009 | „One, Two, Three”                                   | Gimme Your Love | -  |
| 2009 | „Crazy Love”                                        | -               | 60 |
| 2010 | „Latino Caffe”                                      | -               | —  |
| 2010 | „No Sleepin” (feat. JJ)                             | -               | 9  |
| 2011 | „Munky Funky”                                       | -               | —  |
| 2012 | „A ta”                                              | -               | 1  |
| 2013 | „Pernele moi” (feat. Pacha Man)                     | -               | 3  |
| 2013 | „Roata se întoarce”                                 | -               | 60 |
| 2013 | „Miss Boboc” (feat. Junior High)                    | -               | 39 |
| 2014 | „Of corso” (feat. Connect-R)                        | -               | 60 |
| 2014 | „Autobronzant”                                      | -               | 16 |
| 2014 | „Nimeni altcineva” (feat. Dorian Popa)              | -               | 38 |
| 2015 | „Fete din Balcani” (feat. Mira + Skizzo Skillz)     | -               | –  |
| 2016 | „Neprevăzut”                                        | -               | –  |
| 2016 | „Ceva Nou” (feat. Matteo)                           | -               | –  |
| 2017 | „Fernando”                                          | -               | –  |
| 2017 | „Tot Ce Ți-ai Dorit”                                | -               | –  |
| 2020 | „Superstar” (feat. Geneva)                          | -               | –  |
| 2022 | „Ai Ales”                                           | -               | –  |
| 2022 | „Foc la inimă”                                      | -               | –  |
| 2022 | „Vinovat”                                           | -               | –  |
| 2023 | „Las-o așa”                                         | -               | –  |